# Archivio di Stato di Pistoia
L'Archivio di Stato di Pistoia è l'ufficio periferico del Ministero per i beni e le attività culturali che per legge conserva la documentazione storica prodotta dagli enti pubblici della provincia di Pistoia e per deposito volontario, custodia temporanea, donazione o acquisto ogni altro archivio o raccolta documentaria di importanza storica. Comprende anche la Sezione di Archivio di Stato di Pescia.

## Storia
Una prima concentrazione di fondi dell'Archivio storico comunale e di istituzioni e opere pie della città e del contado era stata avviata già a partire dal 1927, con l'istituzione della provincia di Pistoia, che comprendeva anche la Valdinievole. Nel giugno 1941 venne istituita una Sezione di Archivio di Stato, divenuta Archivio di Stato con il dpr 1409/1963. Durante la seconda guerra mondiale l'edificio che ospitava la documentazione venne bombardato riportando notevoli danni e anche la documentazione patì gravi conseguenze: molti fondi vennero danneggiati e alcuni furono completamente distrutti. L’Archivio fu riaperto nel 1955, ma solo dal 1967 ebbe piena funzionalità.

## Patrimonio

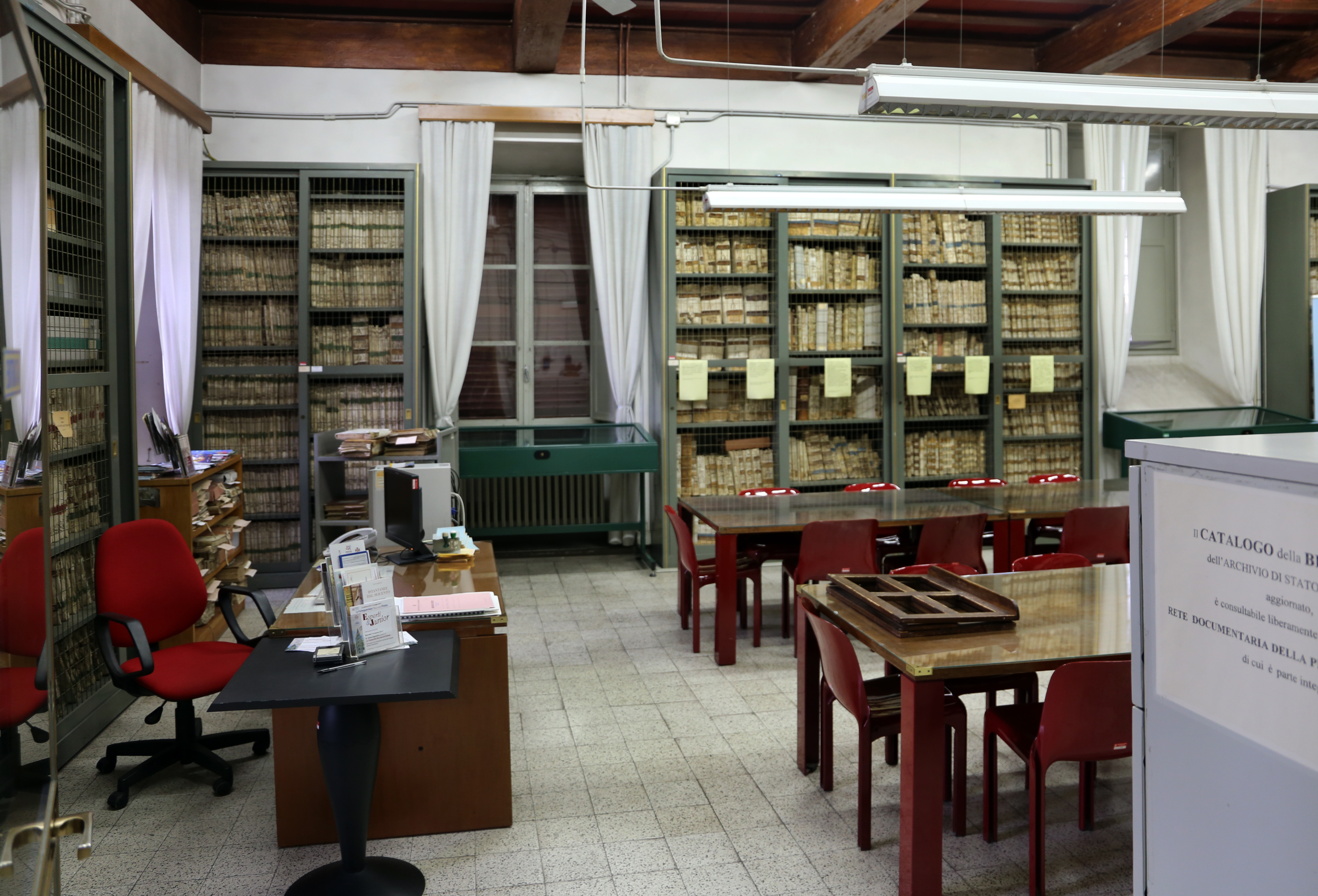
Una sala di consultazione

I primi nuclei acquisiti negli anni Trenta furono l'archivio della Sottoprefettura di Pistoia, quello della ex Pretura di San Marcello Pistoiese e quello del Patrimonio ecclesiastico, subito seguiti dagli archivi dell'antico Catasto, del Comune di Pistoia, del Comune di Serravalle, del Comune di Sambuca, della Congregazione di carità e altri minori; degno di nota è l’archivio preunitario del Comune, comprendente anche le carte degli organi periferici dello Stato toscano, e la documentazione prodotta dagli uffici statali post-unitari, che si arresta tuttavia, stante la carenza di spazi, agli inizi del sec. XX, con l'unica eccezione dell’archivio della Prefettura di Pistoia, che copre il periodo 1865-1971.
Tra i fondi più rilevanti si segnalano: l'Opera di San Jacopo (con documenti dal sec. XIII); il Catasto (con documenti dal sec. XV); il Patrimonio ecclesiastico (enti religiosi soppressi dal granduca Pietro Leopoldo); gli Istituti raggruppati (di istruzione, assistenza e beneficenza, tra cui il Conservatorio degli orfani); gli Ospedali riuniti (comprendente quello del Ceppo, con documenti dal 1287). Di notevole interesse storico sono anche i fondi documentali di varie famiglie pistoiesi (Amati-Cellesi, Ganucci-Cancellieri, Gherardi-Badioli etc.), l'archivio del Partito nazionale fascista-Federazione di Pistoia e quello del Comitato di liberazione nazionale della provincia pistoiese. Dal 2005 l’Istituto conserva inoltre l’archivio personale di Licio Gelli.

## Biblioteca
È presente una biblioteca specialistica di circa 17.500 volumi e 180 periodici, specializzata in pubblicazioni di storia locale (Pistoia e il suo territorio) e di argomento archivistico, storico e giuridico-istituzionale, che fa parte della Rete documentaria della provincia di Pistoia (REDOP)

## Sede
L'Archivio di Stato di Pistoia ha sede in un edificio del centro storico oggi proprietà del Comune, realizzato nella prima metà del ’700 per dotare la città di una fabbrica per il ricovero di poveri e pellegrini e adibito nel 1782 da Pietro Leopoldo a sede della Scuole normali per fanciulle povere. 

## Sezione di Archivio di Stato di Pescia
La sezione di Pescia fu istituita il 28 luglio del 1929; dopo diversi spostamenti nell'aprile del 2000 l'istituto è stato collocato nella sede attuale, l'edificio ex Casa del littorio, ora di proprietà del Ministero per i beni e le attività culturali, che ne ha effettuato il restauro ad opera della Sovrintendenza per i beni architettonici della Toscana.
I fondi di maggior rilievo sono l'archivio storico dell'Ospedale Santi Cosma e Damiano, le carte delle corporazioni e delle compagnie religiose della diocesi di Pescia, soppresse dal granduca Pietro Leopoldo con l'editto del 21 mar. 1785; gli archivi delle podesterie, poi preture di Buggiano e Monsummano trasferite dall'Archivio di Stato di Pistoia; l'archivio storico di Vellano; il catasto fabbricati e il nuovo catasto terreni; particolarmente rilevante l'archivio dello storico ed economista ginevrino JeanCharles-Leonard Simonde de Sismondi (1753 - 1854)